# Strada statale 5 (Polonia)
La strada statale 5 (sigla DK 5, in polacco droga krajowa 5) è una strada statale polacca che attraversa il Paese da Nowe Marzy a Lubawka. Fa parte della strada europea E261.

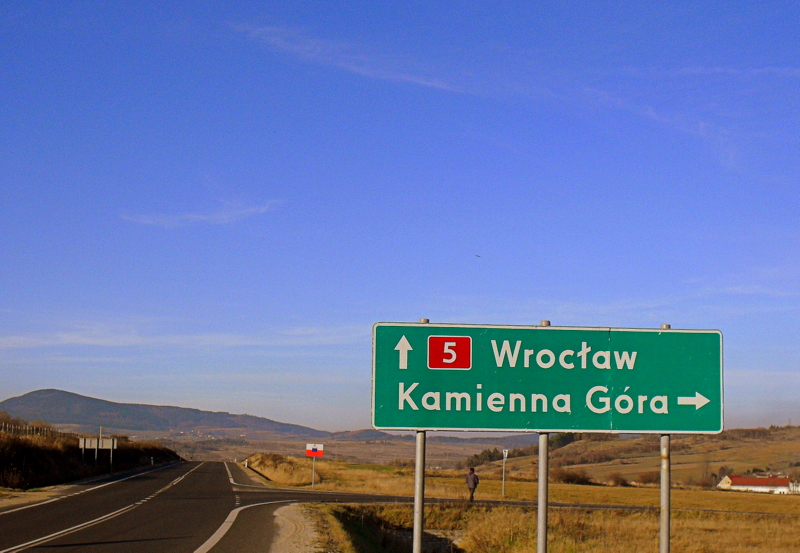
Sudeti

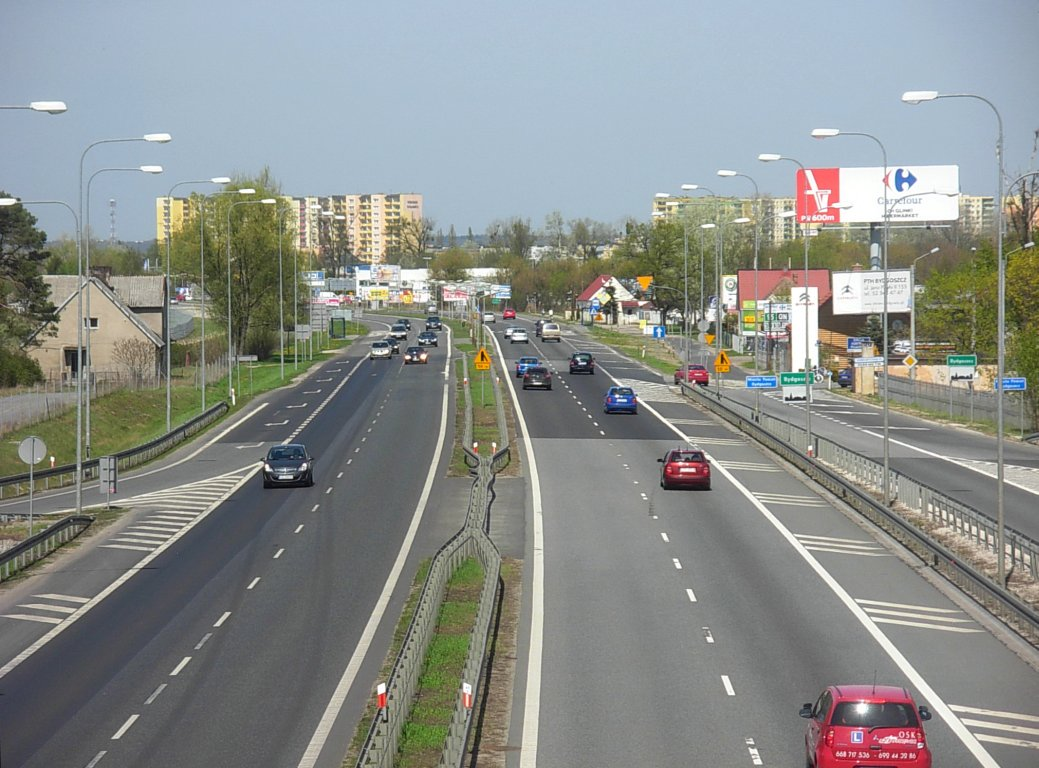
Bydgoszcz